# الكروان (الرقة)
الكروان قرية سورية تتبع ناحية الجرنية في منطقة الثورة في محافظة الرقة. بلغ عدد سكانها 600 نسمة في عام 2004 حسب إحصاء المكتب المركزي للإحصاء.